# 1.º Comando de Reconhecimento (África do Sul)
O 1º Comando de Reconhecimento (em inglês:  1 Reconnaissance Commando) foi a primeira unidade de forças especiais sul-africanas, fundada pelo General Fritz Loots - o fundador das Forças Especiais Sul-Africanas e o primeiro oficial-general em Comando das Forças Especiais Sul-Africanas. Ele nomeou 11 pára-quedistas qualificados como membros fundadores, os quais, junto com ele, foram conhecidos como "The Dirty Dozen". Incluído nestes 11 paraquedistas estava Jan Breytenbach, que foi colocado no comando dos Membros Fundadores pelo General Loots.

## História
O Major-General Loots e o Chefe do Exército, Tenente-General Willem Louw perceberam a necessidade da Força de Defesa da África do Sul ter capacidade de operações especiais, mas o Chefe da SADF, o General Rudolph Hiemstra, resistiu. Só quando o Almirante Hugo Biermann se tornou chefe das Forças de Defesa da África do Sul, em 1972, é que o sinal verde foi concedido.
A unidade foi originalmente baseada em Oudtshoorn, na Província do Cabo, mas foi transferida para Durban em 1974, onde foi formalmente chamada de 1º Comando de Reconhecimento. A unidade teve seu batismo de fogo na Operação Savana, operando com paramilitares da UNITA e FNLA. Veteranos da FLNA recuariam para a Namíbia com os sul-africanos e formariam o 32º Batalhão "Búfalo".
No início da década de 1980, a unidade tinha menos de 40 Recces baseados no 1RR, dos quais a maioria eram brancos. Foi renomeado como 1º Regimento de Reconhecimento em 1996, mas foi dissolvido e integrado ao 4º Regimento de Reconhecimento e 5º Regimento de Reconhecimento em 1997.
As Forças Especiais Sul-Africanas são uma unidade da Força de Defesa Nacional Sul-Africana e foram originalmente chamadas de Regimentos de Reconhecimento. O livro South African Special Forces: Salary, World Rating, Weapons, Quick Facts ("Forças Especiais Sul-Africanas: Salário, Classificação Mundial, Armas, Fatos Rápidos", em tradução livre), publicado pelo site BuzzSouthAfrica, afirma que as capacidades para uma unidade de forças especiais foram estabelecidas em 1968. No entanto, a unidade real só foi criada em 1972. A unidade ainda está intacta hoje. A criação do Comando de Reconhecimento foi criada em Outdshoorn, na África do Sul e a unidade opera atualmente em Durban, também na África do Sul.